# 袙

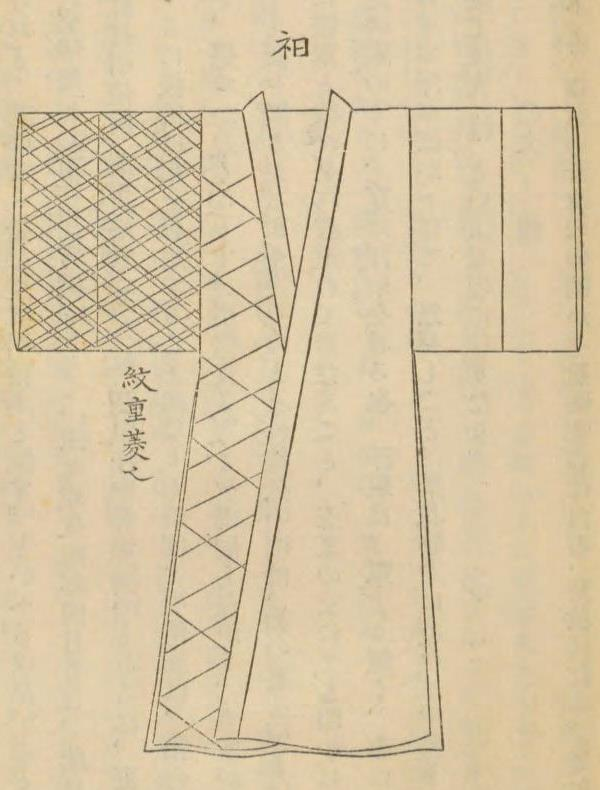
袙

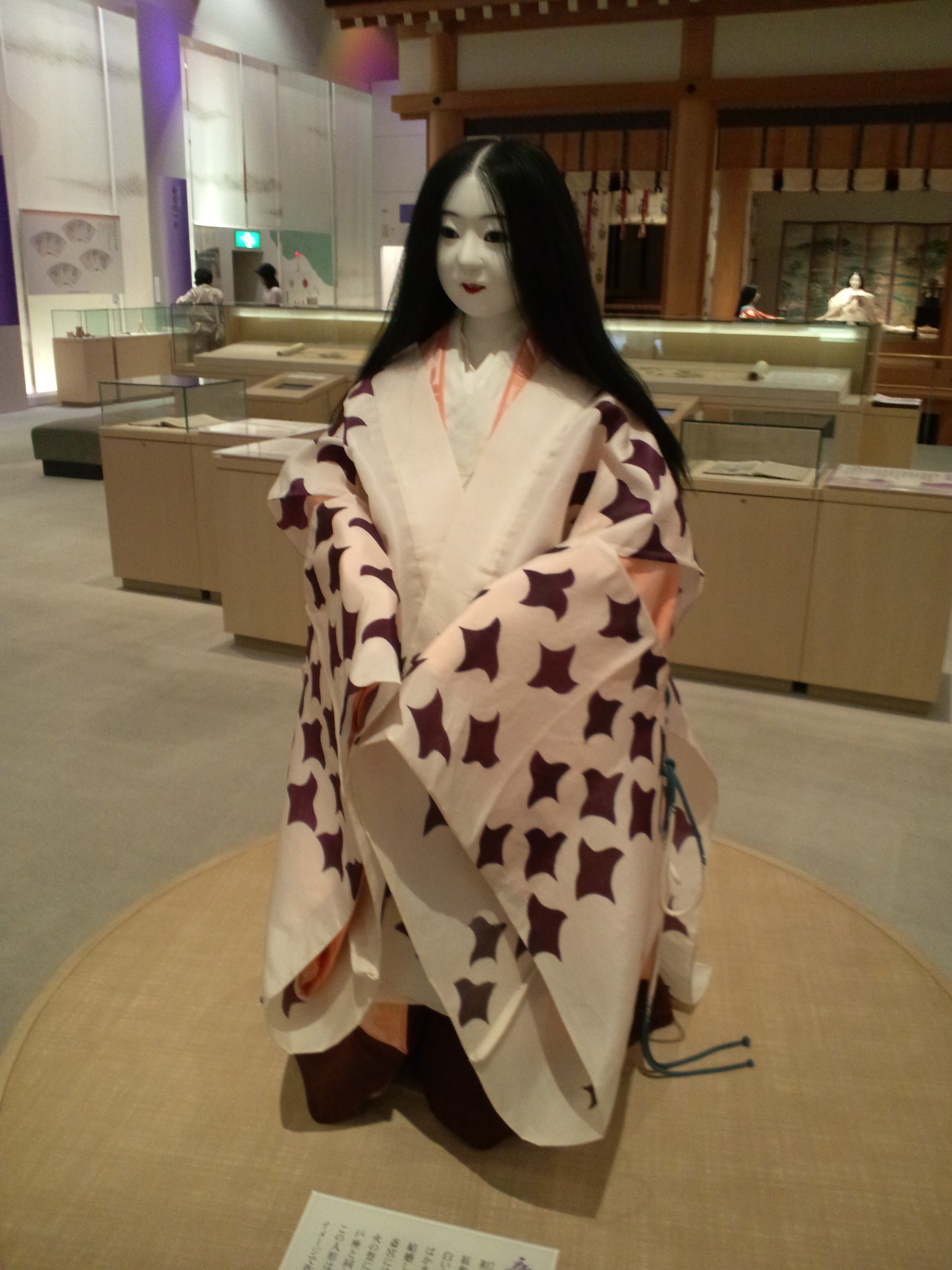
紅梅色の衵を着た女性（斎宮歴史博物館）

袙 （あこめ。「衵」と書くこともある）は、装束で使われる内着の一種。

## 概要
正式名称は袙衣（あこめぎぬ）と言い、肌着と表着の間に「相籠めて」着ることから、その名があるという。
男性が束帯装束に着用するもので（明治以降は皇族のみ着用）、例外的に宮中に仕える少女が成人用の袿の代用として複数枚用いた。
特に、砧打ちや板引などの加工を施した袙を「打衣」（うちぎぬ）と呼ぶ。

## 形状
身頃は着物の原則に従い二幅で、垂領（現在の着物と同じ前で打ち合わせるタイプ）、袖は広袖と言って袖口が広く、袍などと違って布一幅分（袍などは一幅半）である。
脇は縫っておらず(少女用のものは脇を縫う)腰までの丈で、材質は平絹か綾の紅色のものを用いて袷仕立てにする。
ただし、夏場は寒暖調節のために「ひへぎ」と言って裏地を剥いだり、冬は綿入れ仕立てにすることもあった。
男子のものは紅を本来とするが、年齢により「染袙」と称して萌黄・蘇芳・薄色などを用いた。
また、少女が着用する場合は袿に準じて襲の色目を構成した。